# Eustrotia uncana
Eustrotia uncana là một loài bướm đêm trong họ Noctuidae.